# Інтродаккуа
Інтродаккуа (італ. Introdacqua) — муніципалітет в Італії, у регіоні Абруццо,  провінція Л'Аквіла.
Інтродаккуа розташована на відстані близько 120 км на схід від Рима, 60 км на південний схід від Л'Акуїли.
Населення — 2124 особи (2014).
Щорічний фестиваль відбувається 21 серпня. Покровитель — San Feliciano.

## Демографія
Населення за роками:

Станом на 1 січня 2023 року в муніципалітеті офіційно проживало 106 іноземців з 15 країн, серед них 35 громадян країн Євросоюзу.

## Персоналії
- Іво Гаррані (1924—2015) — італійський актор.

## Сусідні муніципалітети
- Буньяра
- Петторано-суль-Джиціо
- Сканно
- Сульмона